# Conus fischoederi
Conus fischoederi é uma espécie de gastrópode do gênero Conus, pertencente à família Conidae.